# Hyposoter maculatus
Hyposoter maculatus là một loài tò vò trong họ Ichneumonidae.